# Westwood Golf Club
De Westwood Golf Club is een golfclub in de Verenigde Staten. De club werd opgericht in 1928 als de Westwood Country Club en bevindt zich in Houston, Texas. De club heeft een 18-holes golfbaan met een par van 72.

## Geschiedenis
De Westwood Golf Club werd in 1928 opgericht als Westwood Country Club en werd de tweede oudste golfclub in Houston. De club wierf golfbaanarchitect John Bredemus aan om een 9 holesbaan te ontwerpen. De lengte van de baan was 3027 m met een par van 36. Na het voltooien van de golfbaan, ging Bredemus naar de bekende Colonial Country Club.
In 1957 besloot de club om Ralph Plummer, voormalig assistent van Bredemus, om de baan opnieuw te ontwerpen en voegde een nieuwe 9 holesbaan om de baan uit te breiden tot een 18 holesbaan. In 2002 besloot de club om de clubhuis en de baan te renoveren en de club te privatiseren. De club wierf Keith Foster aan om de golfbaan te renoveren en alle holes werden geheroriënteerd. In mei 2004 werd de nieuwe golfbaan opengesteld voor de clubleden en de bezoekers en de club werd vernoemd tot de Westwood Golf Club.

## Golftoernooien
- Houston Open: 1972